# نباتات المغرب

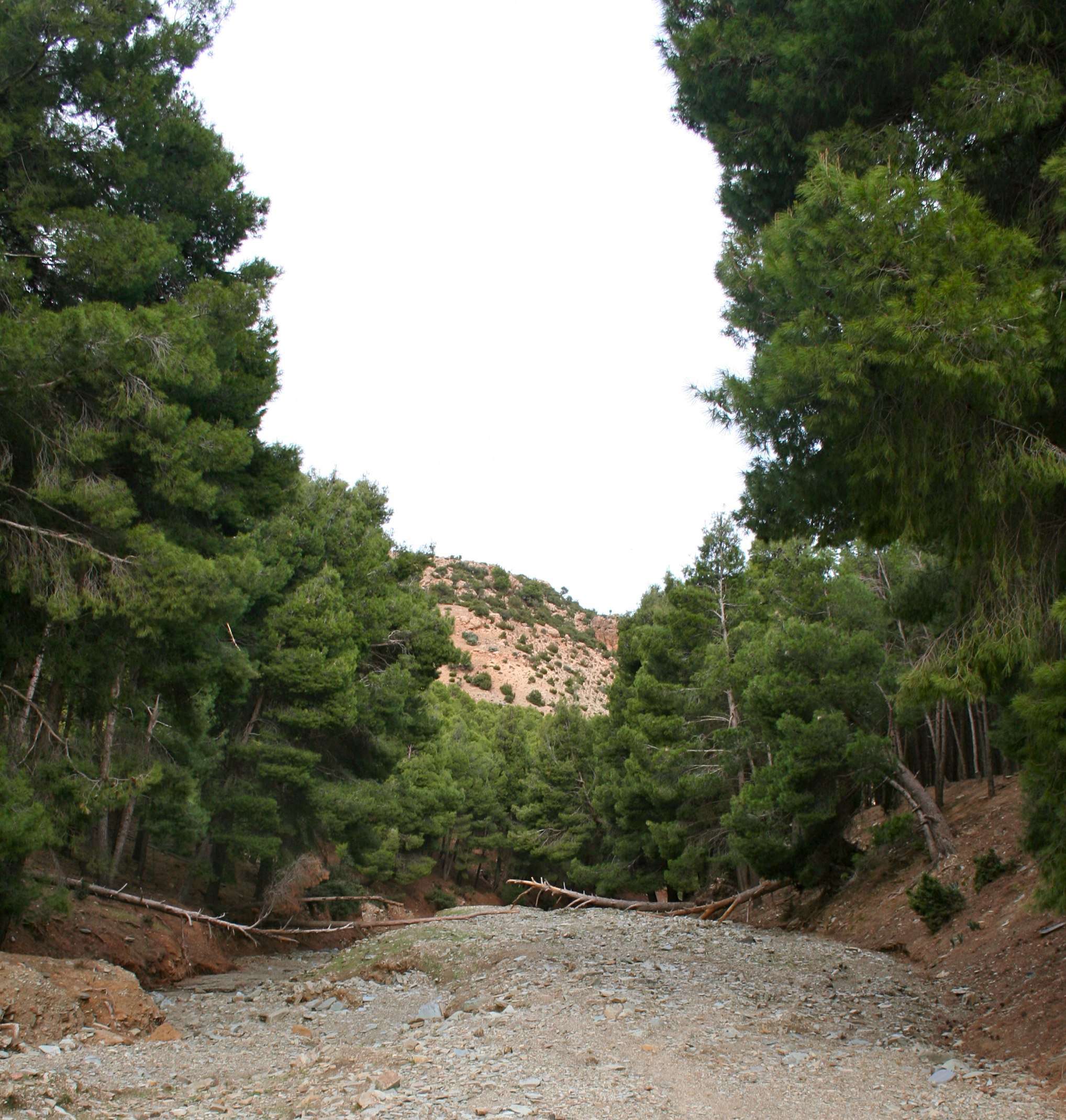
منظر طبيعي

يقدر عدد أصناف النباتات بالمغرب حاليا بحوالي 8000 صنف، مع وجود عدد من المجالات البرية والمائية التي لم يتم دراستها بعد بالكامل مثل العوالق النباتية. يغلب على الغطاء النباتي بالمغرب الطابع المتوسطي. وقد ساعد على إغنائه بالإضافات الخارجية، مما أسهم في تكوين غطاء نباتي ماكارونيزي على الساحل الجنوبي للمغرب، إذ تأقلمت النباتات مع المناخ الصحراوي في ثلاث جهات صحراوية كبرى.

## التقسيم الجغرافي
يتوزع الغطاء النباتي في المغرب على 8 مناطق رئيسية وفق التقسيم الذي وضعته الرحلة الجغرافية النباتية الدولية عام 1936، وهذه المناطق هي:
- المنطقة المتوسطية
- منطقة الأرز: (تمتد على ارتفاعات تتراوح ما بين 1000-2000 متر)
- المنطقة شبه الألبية: (تمتد على ارتفاعات تتراوح ما بين 2000-2500 متر)
- المنطقة الألبية: (تمتد على ارتفاعات أكثر من 2500 متر)
- منطقة الشجيرات شبه الصحراوية
- منطقة ريج
- منطقة الصحراء الرملية
- منطقة الواحات

### منطقة البحر الأبيض المتوسط

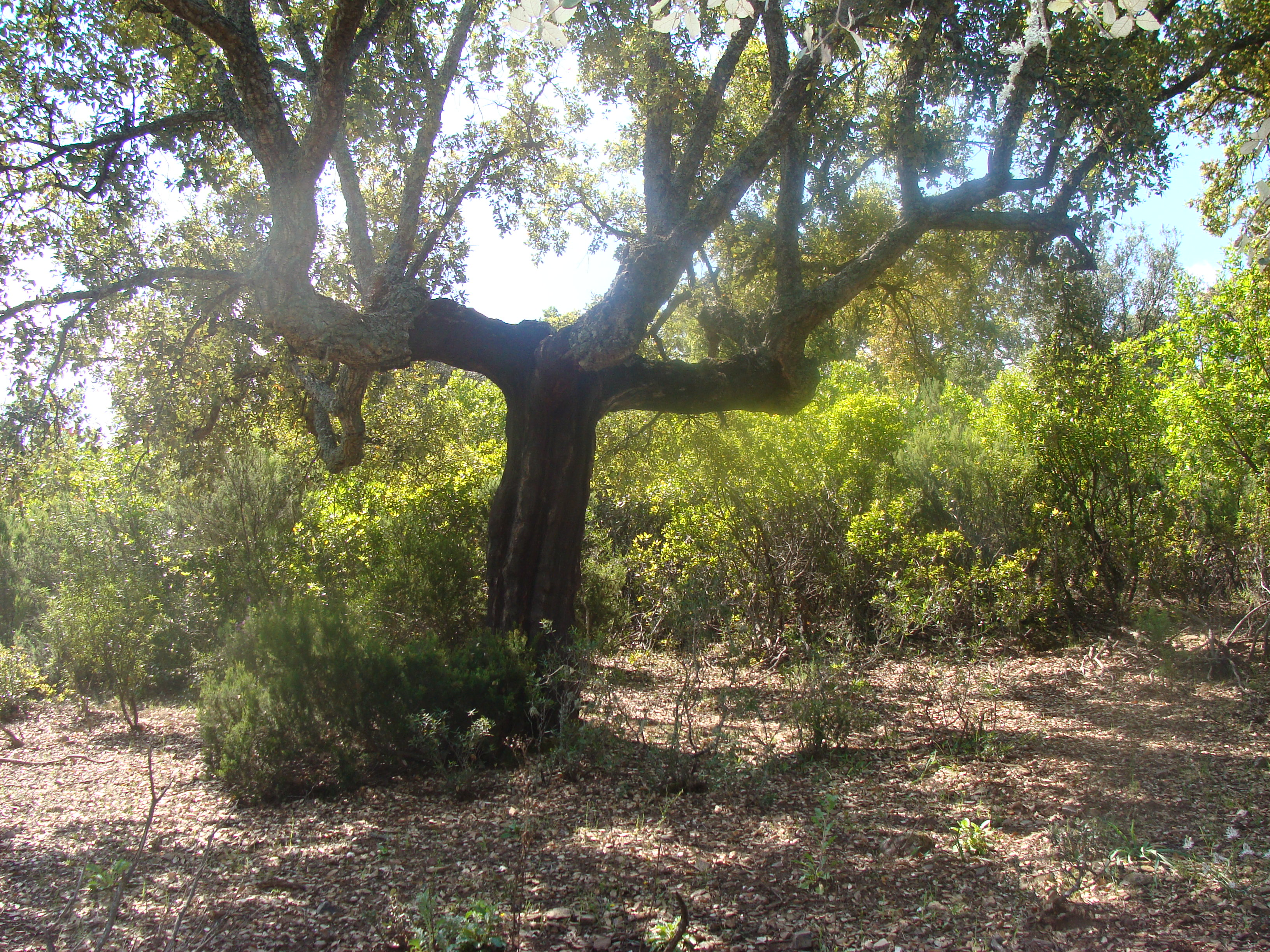
البلوط الفليني، وهو نبات نموذجي في منطقة البحر الأبيض المتوسط

تضم هذه المنطقة غابات الدغل المتوسطي والغاريج وغابات وسهوب البحر الأبيض المتوسط الجافة، وغابات البحر الأبيض المتوسط، والمنحدرات الشمالية السفلى من الريف والأطلس التلي. يحتل معظم مساحة منطقة ساحل البحر الأبيض المتوسط دغل متوسطي متطور يشتمل عادة على بنباتات الفشاغ والظيان واللونيسيرا والهليون. وفيما عدا الأماكن التي يصعب الوصول إليها أو المحمية، كانت الحيوانات الأليفة تتغدى بكثافة على نباتات تلك المنطقة. كما تنتشر غابة الغاريج المتدهورة على نطاق واسع، وتعد نبانات البلان، وأنواع مختلفة من المريمية والقستوس هي النباتات السائدة في غابة الغاريج. ومن بين السمات البارزة لنباتات المنطقة الساحلية وجود نباتات غريبة كبيرة مثل نبات الكزوارينة والأوكالبتوس والحمضيات والسفرجل وصبير التين الهندي، كما تنتشر العديد من أنواع أكاسيا السهوب. أما المنطقة المزروعة التي تمتد على مساحة واسعة فهي لنباتات اصطناعية بالكامل معظمها من النباتات المستوردة، على حين تهيمن على المروج والبساتين والأماكن الرطبة في الغابة نباتات مثل الشمر. ومن النباتات المميزة لمنطقة البحر الأبيض المتوسط نباتات الصنوبر الحلبي، والخلنج الشجري، والقطلب، والبطم العدسي، والآس الشائع، والظيان الجبلي، والهليون البري، والعَبهَر، والسوسن الفلسطيني، ولحلاح ستيفن، واللوف، والجيدار، والبلوط الأخضر، والخروب، والمستكي، والبطم التربنتيني، والزعرور الشائع، واللوز، وزفرين الجرد، والقستوس، وخاصة القريضة المتوسطية، والقريضة مريمية الأوراق، والسراجية، والمرقئة، والعربية، والمسَكِنة، والحَائِنُ، والملفوف.
وإلى الجنوب من منطقة البحر الأبيض المتوسط تقع غابات أكاسيا أرغانيا الجافة في البحر الأبيض المتوسط. وإلى الجنوب في جبال الأطلس توجد غابات الصنوبر والغابات المختلطة في البحر الأبيض المتوسط.

### غابات الأرز

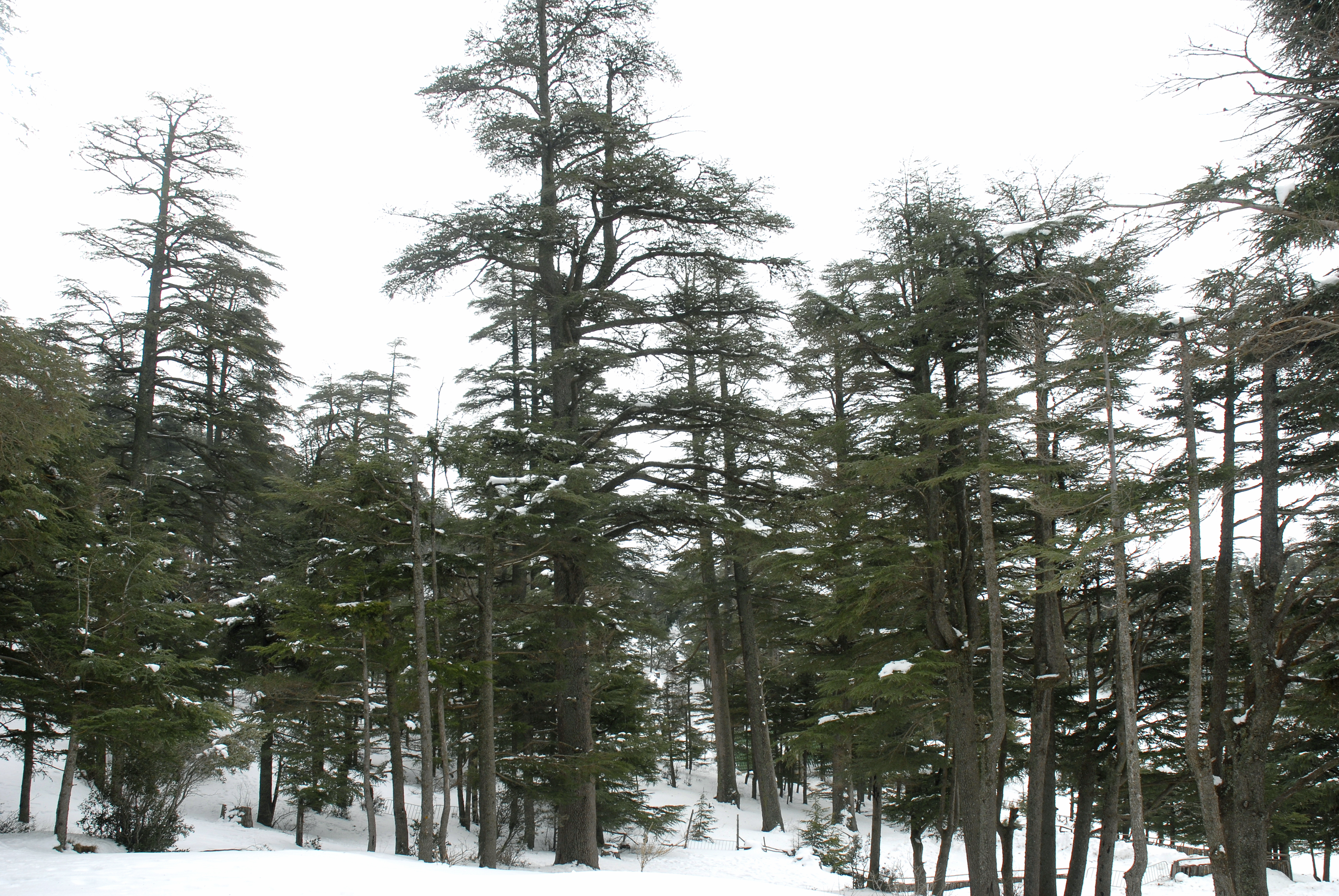
أرز لبناني في محمية أتلانتيكا في الحديقة الوطنية بإفران

لا تزال البقايا المتبقية من غابات الأرز تغطي مساحات واسعة من إقليم الأطلس المتوسط، وتحمل بعضا من مجدها السابق، ويتميز هذا الإقليم بنبات الأرز الأطلسي الذي يهيمن على مساحة شاسعة منه إلى جانب نبات العرعر المنتن والعديد من النباتات المنخفضة كالأندلسية واللوز والدراق والخوخ الدمشقي والسمارة والصدق والقبار والفجل البري ووسمة الصباغين على حين توجد ندرة في نباتات مثل البرباريس لبناني كما يعاني هذا الإقليم من نقص في أشجار البلوط على عكس إقليم البحر الأبيض المتوسط الذي يزخر بها. يشمل هذا الإقليم أيضا مجموعة من المناطق المحمية احول بحيرات الأطلس المتوسط.

### المناطق المحمية وبحيرات الأطلس المتوسط
- بحيرة أكلمام أزكزا
- بحيرة ويوان
- بحيرة أكلمام سيدي علي
- بحيرة ضاية إيفر
- بحيرة بين الويدان
- متنزه إفران الوطني
- متنزه تازكة الوطني

### المنطقة شبه الألبية
تشمل المنطقة شبه الألبية جزءًا من جبال الأطلس المتوسط، وجزءًا من جبال الأطلس الكبير. وتتميز المنطقة شبه الألبية بندرة النباتات الشجرية كالتنوب والأرز، على حين يتشكل الغطاء النباتي السائد في هذا الإقليم من شجيرات القتاد الشائكة، ونباتات الشوك (مع وجود نبات القرنفل كأكثر الأنواع شيوعًا) ونباتات الأكانثوليمون التي  تتخللها مجموعات من نباتات البرباريس كريتيكا، كما يتواجد نبات العرعر من نوع العرعر المتعالي هنا وهناك.

#### سهول العرعر في أطلس البحر الأبيض المتوسط الكبير
تغطي غابات الأرز والعرعر والصنوبر والبلوط ما يقرب من ثلث هذه المنطقة البيئية، كما تنمو أشجار العرعر على ارتفاعات عالية، ولا سيما من نوع هو أشجار العرعر الفواح. وفي الجزء الأخير من هذا الإقليم تفسح الغابات المجال للمروج الألبية، ونباتات السهوب الزائفة، ويليها منحدرات الصخور حيث تزدهر نباتات الوسادة الأرجوانية، وتنتهي إلى وديان الأنهار التي تسمح تربتها الغنية والرطبة بنمو أشجار الصفصاف والحور والبلوط والزعرور وغطاء نباتي من الدفلى.

### المنطقة الألبية

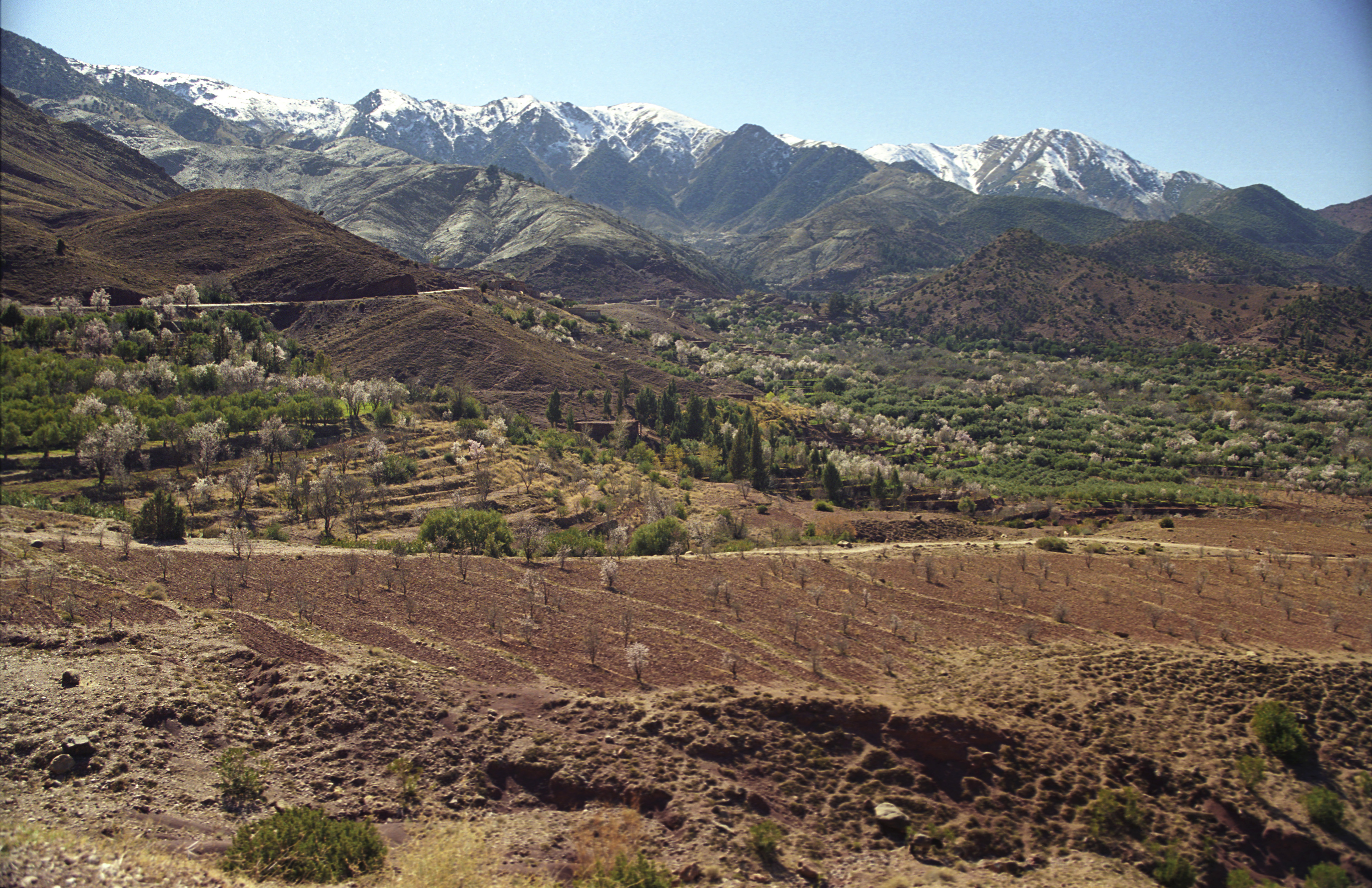
النباتات المتوطنة في قمم ومرتفعات الأطلس الكبير

توجد المنطقة الألبية على ارتفاع 2500 متر حيث الظروف الجبلية من جفاف المناخ، وتتميز بندرة ما نباتات البرباريس والفراسيون والسراجية، مع وجود نباتات الفيتشيا الرمادية بكميات هائلة. وتتمثل السمة النباتية الأكثر أهمية لهذه المنطقة في وجود حوالي مائة نبات لا توجد في أي مكان آخر في المغرب، وكثير منها نباتات متوطنة. تتعرض المناطق شبه الجبلية والألبية للرعي الجائر في العديد من المناطق، وقد ترك هذا أثراً على الغطاء النباتي. ولا شك أن نجاة نباتات مثل الفيتشيا الرمادية والرقمة سرخسية الأوراق يرجع إلى حقيقة كونها غير مستساغة للماعز.

### المناطق الصحراوية (المنطقة شبه الصحراوية ومنطقة الشجيرات والصحراء الرملية)

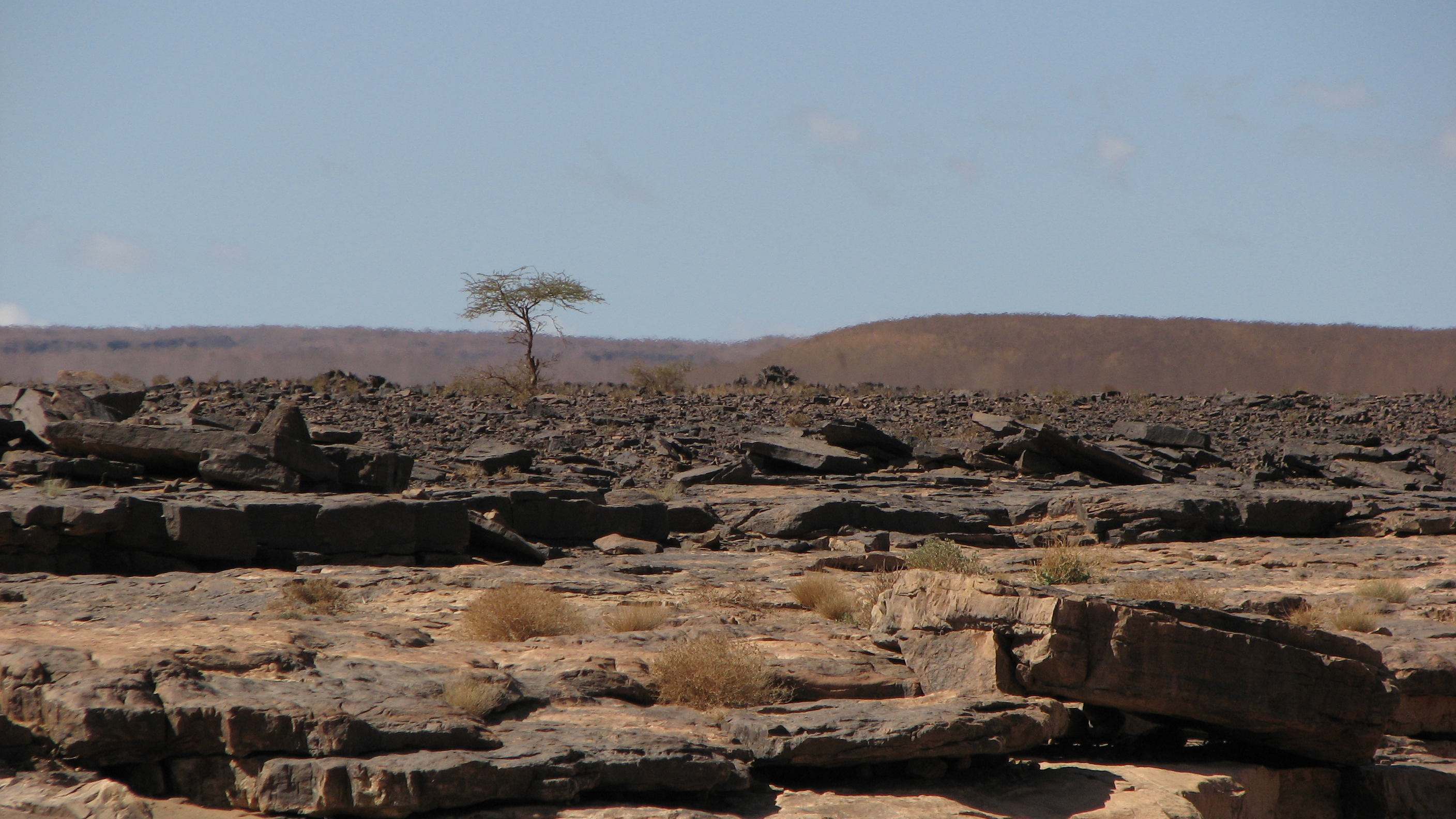
منطقة الشجيرات الصحراوية حيث تنمو أشجار الأكاسيا

يشمل هذا الإقليم منطقة الصحراء الكبرى، والتي هي في الأساس عبارة عن صحراء من الأعشاب والشجيرات الصغيرة مع وجود شجيرات وأشجار أكبر حيث تكون مستويات الرطوبة أعلى. يتألف مجتمع الشجيرات القزمة في الشمال بشكل رئيسي من شجيرات يقل ارتفاعها عن متر واحد (عادة حوالي 50 سم) كأشجار مهيمنة. غالبًا ما تكون الشجيرات متباعدة على نطاق واسع، مع وجود قدر كبير من الأرض الحجرية العارية بين الكتل الشجيرية مما يعطي الغطاء النباتي مظهرًا جافًا للغاية في الصيف. ويتألف الغطاء النباتي في تلك المنطقة من نباتات مثل نبات السدر والزفيزف اللوطسي والعيل والسنط المسطح والبان اللاجناحي والأراك والزعتر، والشيح الأبيض والعثير والرقروق والرتم الشائع والسواس والسويداء والروثا والرغل والعلندي المجنح والرمث والبطم الأطلسي والقيصوم المقدس.
تشكل أنواع متعددة من الأعشاب الصحراوية معظم الغطاء النباتي في مناطق السهوب حيث نادرًا ما يتطور الغطاء النباتي الشجري، وتنتشر النباتات قصيرة العمر في الشمال، والنباتات الملحية في المناطق الرملية، على حين تندر النباتات العصارية. لا تحتوي منطقة الصحراء الرملية على أي نباتات تقريبًا. ومع هطول الأمطار، تزداد النباتات في الوديان أو المجاري المائية التي تظل جافة في غير موسم الأمطار، والمنخفضات، وفي كل مكان تزيد فيه مياه الجريان السطحي من هطول الأمطار. وتتكون تربة الصحراء من حطام الصخور وبقايا الصحراء، وهي ضعيفة التطور للغاية. وتتمثل الأنواع المميزة لهذه المناطق الصحراوية، والتي تتناقص مع تحول الصحراء إلى صحراء رملية، في نباتات السنط الأبيض، والسنط السيال، والسنط الملتوي، والقيصوم، والشنان، والشيح الأبيض، والرغل الملحي، وبلح الصحراء، والسبط المهدب، والفدر المجنح، والقبار والسرح سميك الأوراق، والدفلي، والزيتون، والثمام المنتفخ. وفي المنخفضات والمناطق بين الكثبان الرملية، توجد شجيرات الرتم الشائع والزفيزف اللوطسي والأرطاة العربية والسنط الملتوي والسنط السيال والبطم الأطلسي والأثل عديم الأوراق، على حين توجد في المنخفضات في الديات والواحات أنواع متوطنة مثل الثمام منتفخ، والسعدانة المفترشة.

### منطقة الواحات

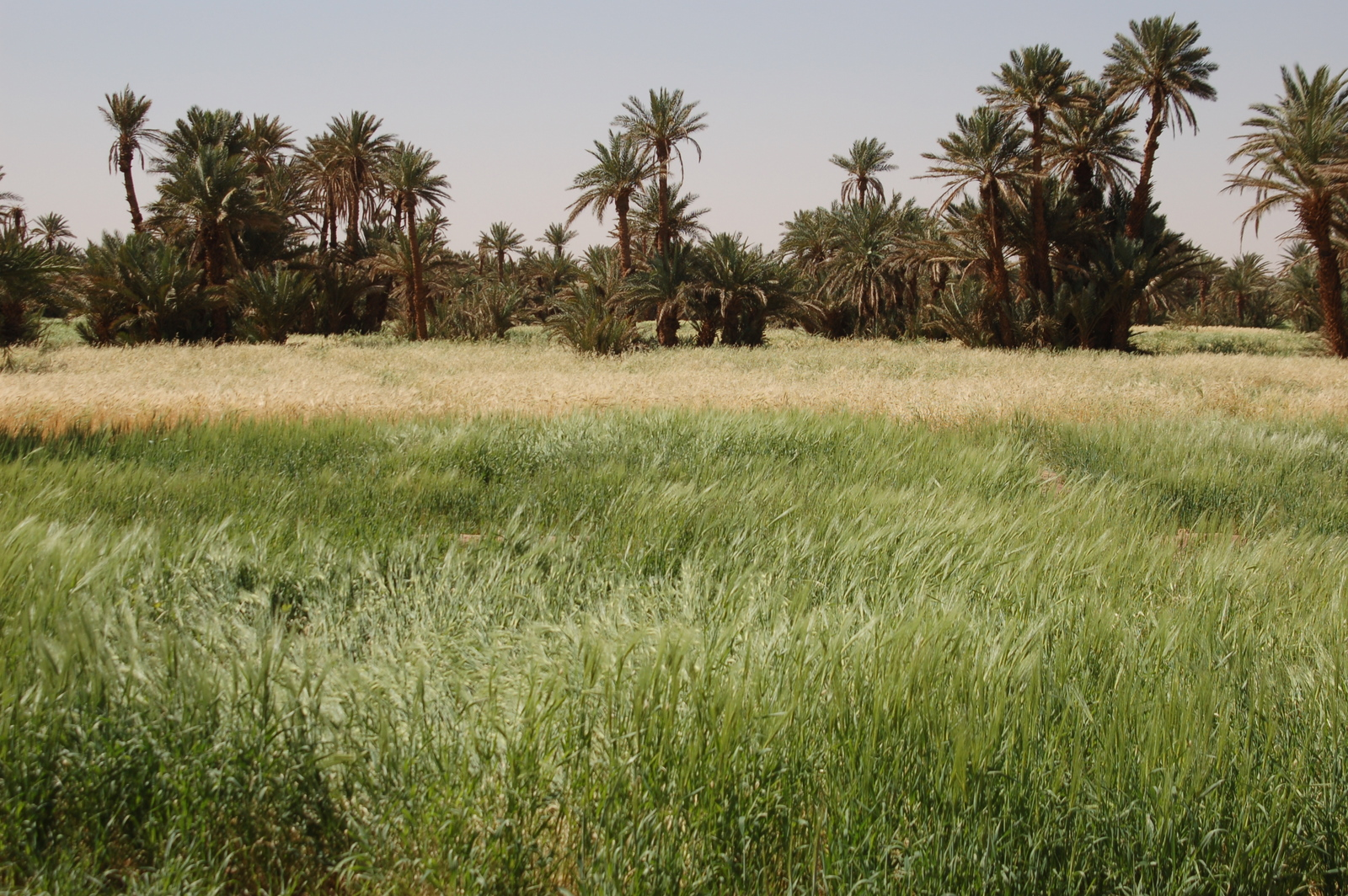
حقول الحبوب في واحة المحاميد في وادي نهر درعة

تشمل هذه المنطقة الأجزاء المطلة على الأنهار الأكبر حجمًا حيث ينتشر الغطاء النباتي لمنطقة البحر الأبيض المتوسط إلى الجنوب وتسمح بإدخال نباتات إفريقيا إلى الشمال. وتعيش حول هذه الأنهار والواحات العديد من الأنواع البشرية التي تشبه في الحالات القصوى الحدائق النباتية الاستوائية.

## النباتات الطبية والعطرية
يتوفر المغرب على ثروة غنية ومتنوعة من النباتات ذات الخصائص الطبية والعطرية تناهز 600 صنف، وهو ما مكنه من احتلال المرتبة الثانية عالميا بعد تركيا. كما أن المغرب ينتج سنويا حوالي 140 ألف طن من هذه النباتات، التي تحظى باهتمام متزايد لاستعمالها في عدة مجالات منها (الطب التقليدي، مستحضرات التجميل، حفظ الأغذية، استخراج الزيوت الأساسية). كما أن المغرب يحتل كذلك المرتبة 12 عالميا على مستوى التصدير، بـ 52 ألف طن من الأعشاب و5 آلاف طن من الزيوت توجه بالأساس إلى أوروبا وأمريكا، ومن بين أهم المنتجات المصدرة هي: الخروب، إكليل الجبل، الزعتر، زيت الأركان، الزيوت الأساسية، الورود.
كما تم إحداث الوكالة الوطنية للنباتات الطبية والعطرية والتي تناط بها مهمة البحث العلمي والتنموي والابتكار في مجال النباتات الطبية والعطرية كما تقوم بدور التنسيق بين المؤسسات والهيئات العمومية الأخرى المعنية.